# 因采尔
因采尔是德国巴伐利亚州的一个市镇。总面积45.35平方公里，总人口4462人，其中男性2173人，女性2289人（2011年12月31日），人口密度98人/平方公里。